# Charles West Cope

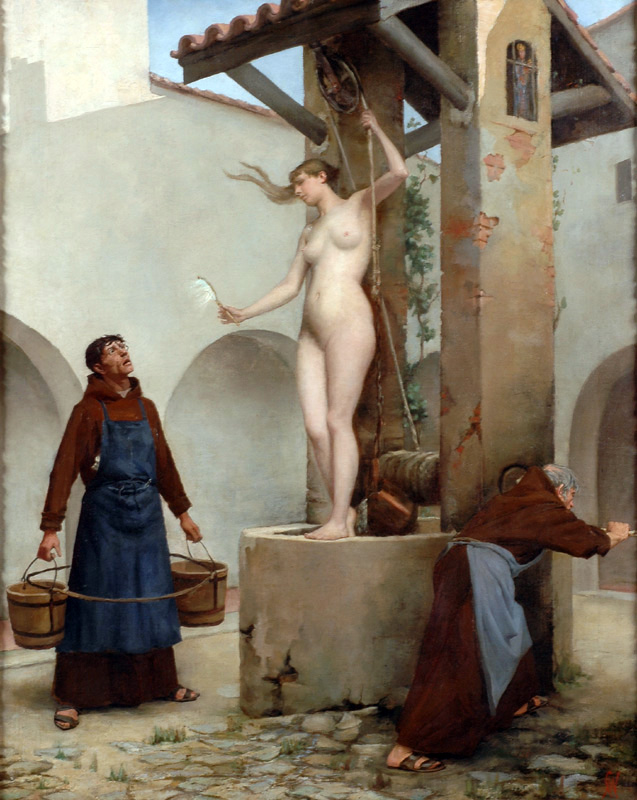
Duch studni (Spirit of the Well – tytuł oryginału w j. ang.)

Charles West Cope (ur. 28 lipca 1811 w Leeds, zm. 21 sierpnia 1890 w Bournemouth) – angielski malarz epoki wiktoriańskiej.
Studiował w Royal Academy, w 1833 po dwuletnim pobycie we Włoszech powrócił do Anglii. W tym samym roku odniósł pierwszy znaczący sukces, wystawiając obraz The Holy Family. W 1838 został członkiem założycielem londyńskiego stowarzyszenia artystów Etching Club. Celem organizacji było spopularyzowanie akwaforty jako formy sztuki wizualnej oraz tworzenie reprodukcji starych mistrzów. Obok Cope członkami stowarzyszenia byli m.in. William Holman Hunt, Richard Redgrave i Samuel Palmer. W 1844 Cope został członkiem stowarzyszonym Royal Academy, a w 1848 uzyskał status pełnoprawnego akademika. W latach 1867–1874 pełnił w Akademii funkcję profesora malarstwa, wykonał również szereg fresków do Izby Lordów.
Cope posługiwał się głównie techniką olejną, w swoich obrazach poruszał tematy historyczne, malował również sceny rodzajowe.
Syn artysty, Arthur Stockdale Cope (1857–1940) był uznanym malarzem portrecistą i członkiem Royal Academy.

## Wybrane prace
- Spirit of the Well,

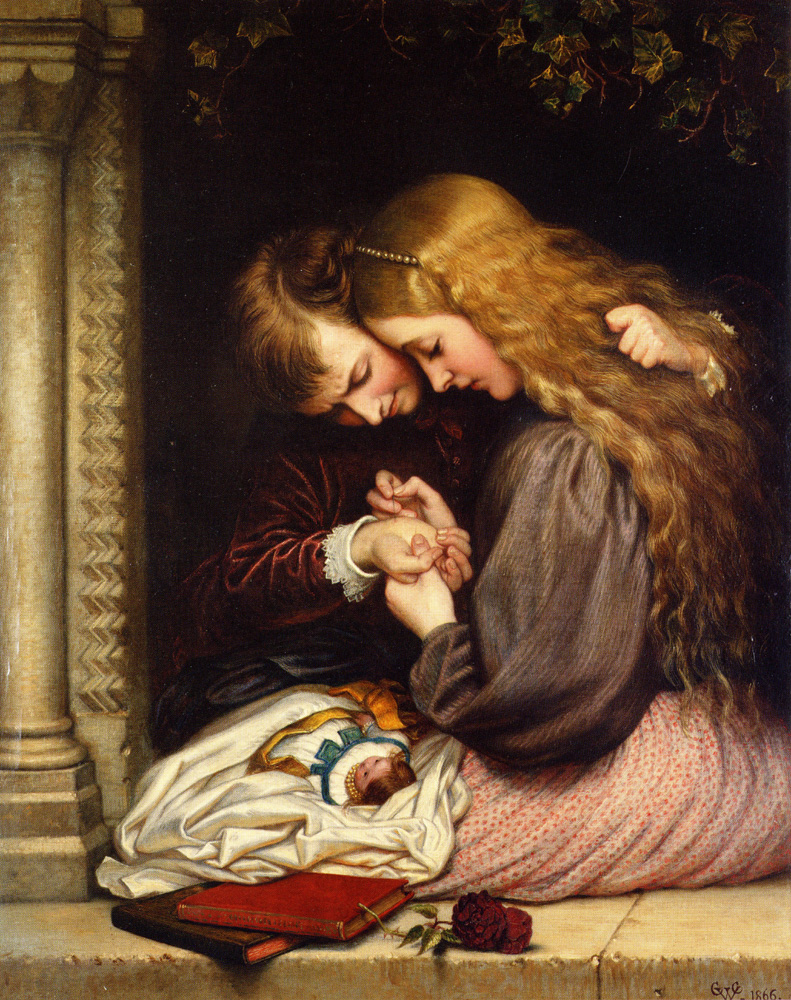
Cierń (The Thorn – tytuł oryginału w j. ang.)

- The Council of the Royal Academy Selecting Pictures for Exhibition, 1876
- The Night Alarm: The Advance, 1871
- The Thorn, 1886
- Oliver Cromwell and His Secretary John Milton, Receiving a Deputation Seeking Aid for the Swiss Protestants,
- The Embarkation of the Pilgrim Fathers for New England.